# Voyageurs sans permis
Pour plus de détails, voir Fiche technique et Distribution.
Voyageurs sans permis (Homer and Eddie) est un film américain réalisé par Andreï Kontchalovski sorti en 1989.

## Synopsis
La folle échappée d'un attardé mental et d'une personne évadée d'un hôpital psychiatrique.

## Fiche technique
- Scénario : Patrick Cirillo
- Réalisation : Andreï Kontchalovski
- Photographie : Lajos Koltai
- Musique : Edouard Artemiev
- Dates de sortie :
  - États-Unis : 1er décembre 1989
  - France : 25 juillet 1990

## Distribution
- James Belushi (VF : Patrick Poivey) : Homer Lanza
- Whoopi Goldberg (VF : Maïk Darah) : Eddie Cervi
- John Waters : voleur
- Andy Jarrell : camionneur
- Anne Ramsey : Edna
- Mickey Jones (en)
- Karen Black : Belle
- Beah Richards : Linda Cervi
- Ernestine McClendon : Esther
- Nancy Parsons : femme de ménage
- Vincent Schiavelli : prêtre
- Jimmie F. Skaggs : premier Jésus
- Pruitt Taylor Vince: caissier
- Tom Lister, Jr. : l'homme au fusil dans le bar

## Distinctions

### Récompense
Coquille d'or au festival de Saint-Sébastien en 1989.